# Ро Водолея
Ро Водолея (лат. ρ Aquarii), 46 Водолея (лат. 46 Aquarii), HD 211838 — двойная звезда в созвездии Водолея на расстоянии приблизительно 870 световых лет (около 267 парсеков) от Солнца. Видимая звёздная величина звезды — +5,339m.

## Характеристики
Первый компонент — бело-голубой гигант спектрального класса B8III. Масса — около 5 солнечных, радиус — около 6,89 солнечных, светимость — около 1035 солнечных. Эффективная температура — около 12593 К.